# Candelaria Molfese
María Candelaria Molfese Martínez  (Buenos Aires, Argentina, 3 de janeiro de 1991), também conhecida como Cande, é uma atriz, apresentadora, cantora e bailarina argentina, conhecida pelo papel de Camila Torres na telenovela Violetta, da Disney Channel América Latina, e pelas personagens Ada e Eva em outra produção da Disney, chamada Soy Luna.

## Vida pessoal
A artista teve um relacionamento de seis anos iniciado em 2014 e que chegou ao fim em 2020 com o italiano Ruggero Pasquarelli, colega de elenco que interpretou Federico em Violetta. Em 2022 Cande começou um relacionamento com o ator argentino Gastón Soffritti. Os dois, que chegaram a noivar em 2023, anunciaram sua separação em maio de 2024.

## Carreira
Candelaria iniciou na atuação protagonizando adaptações teatrais de diversos filmes da Disney como Pocahontas, Hércules, A pequena sereia, A Comedia entre outras. Iniciou sua formação artística desde muito jovem, fazendo aulas de canto, piano, comédia musical, teatro e dança. De 2012 até 2015 atuou na telenovela do Disney Channel, Violetta, interpretando a personagem Camila Torres.
Em 2013, participou junto de seus companheiros de elenco dos shows pela América Latina e Europa da turnê Violetta en Vivo e em 2014 voltou aos palcos com a segunda turnê mundial da novela, a Violetta Live.
Cande também é embaixadora da organização Amigos por el mundo junto com seus companheiros Jorge Blanco e Nicolás Garnier, entre outros. Esta organização busca inspirar as pessoas a fazer uma diferença em suas comunidades. Através dos embaixadores apresentam-se projetos e incentiva-se o público a votar pelo que desejam.
Candelaria também é porta voz do projeto  "Transmitindo uma mensagem de paz", da ONG Save the Children que convida os jovens de Tumaco, Colombia, a se converterem em "repórteres da paz", transmissores de uma mensagem de paz em locais onde diversas gerações cresceram envoltas pela violência. Isto é feito mediante oficinas interativas, ensinando as crianças a expressar suas opiniões e dividi-las com sua comunidade através da rádio, televisão, jornais, blogs e outros meios digitais. Através desta iniciativa, os jovens fazem suas próprias entrevistas, publicam e divulgam notícias, informações, documentários e avisos, com uma mensagem de esperança.
Em 2016, estrelou a campanha Upload Project da organização Stand With Us, junto com Sheryl Rubio e vários influenciadores latinos. Já em 2017, Cande participou de Soy Luna na segunda e terceira temporada interpretando Eva e Ada, irmãs gêmeas que cantam na RollerBand. 
Em 2022, Cande participou do especial "Só Amor e Mil Canções" (no espanhal "Solo Amor Y Mil Canciones"), um show lançado na plataforma Disney+ em comemoração ao 10º aniversário de estreia de Violetta, no qual performou algumas canções da série ao lado de seus colegas de elenco Jorge Blanco, Martina Stoessel e Mercedes Lambre.

## Filmografia

### Televisão
| Ano            | Título                    | Personagem      | Canal          |
| -------------- | ------------------------- | --------------- | -------------- |
| 2012– 2015     | Violetta                  | Camila Torres   | Disney Channel |
| 2016- presente | Fans en vivo              | Apresentadora   | FWTV           |
| 2017           | Soy Luna                  | Eva             | Disney Channel |
| 2017           | Soy Luna                  | Ada             | Disney Channel |
| 2017           | Quiero vivir a tu lado    | Natália (jovem) | El Trece       |
| 2017           | La Voz Argentina          | Host Digital    | Telefe         |
| 2022           | Solo Amor Y Mil Canciones | Ela mesma       | Disney+        |

### Cinema
| Ano  | Título                 | Personagem           |
| ---- | ---------------------- | -------------------- |
| 2014 | Violetta: en concierto | Camila Torres        |
|      | Bruno Motoneta         | Auxilio Comecerebros |

### Teatro
| Ano  | Nome da obra                | Gênero  | Personagem |
| ---- | --------------------------- | ------- | ---------- |
| -    | Pocahontas                  | -       | -          |
| -    | Hércules                    | -       | -          |
| -    | La Sirenita                 | -       | -          |
| -    | La Comedia                  | -       | -          |
| -    | Juntas y Revueltas          | Musical | -          |
| 2016 | Stocker - El Juego Comienza | Drama   | Mariela    |

## Prêmios e Nomeações
| Ano  | Premio                | Categoria/Projeto     | Resultado |
| ---- | --------------------- | --------------------- | --------- |
| 2017 | Kids Choice Awards    | Chica Trendy          | Indicado  |
| 2018 | Martin Fierro Digital | Best Thematic Content | Venceu    |
| 2019 | Emmy Internacional    | La Voz Argentina      | Indicado  |